# Veni, vidi, vici
Veni, vidi, vici er en latinsk frase (klassisk latin [ˈweː.niː ˈwiː.diː ˈwiː.kiː] populært tilskrevet Julius Cæsar i år 47 f.Kr. Oversat betyder det jeg kom, jeg så, jeg sejrede.
På engelsk er udtrykket oftest oversat som I came, I saw, I conqured (jeg kom, jeg så, jeg erobrede). Hvad den korrekte oversættelse af den sidste frase, vici, er, kan være svært at fastlægge, da der er delte meninger (ifølge latinske oversættelser på nettet), om hvorvidt verbets infinitive form vincere, betyder at vinde, eller at erobre. 
Gyldensdals Den Store Danske oversætter veni, vidi, vici oversat til jeg kom, jeg så, jeg sejrede.
Cæsar brugte udtrykket, da han skulle rapportere til Det romerske senat om sejren over Pharnaces II af Pontos i Slaget ved Zela.
Efter Cæsars brug af frasen er den blevet brugt mange andre steder, både i dagliglivet, på film og i tv-serier.